# Гараж

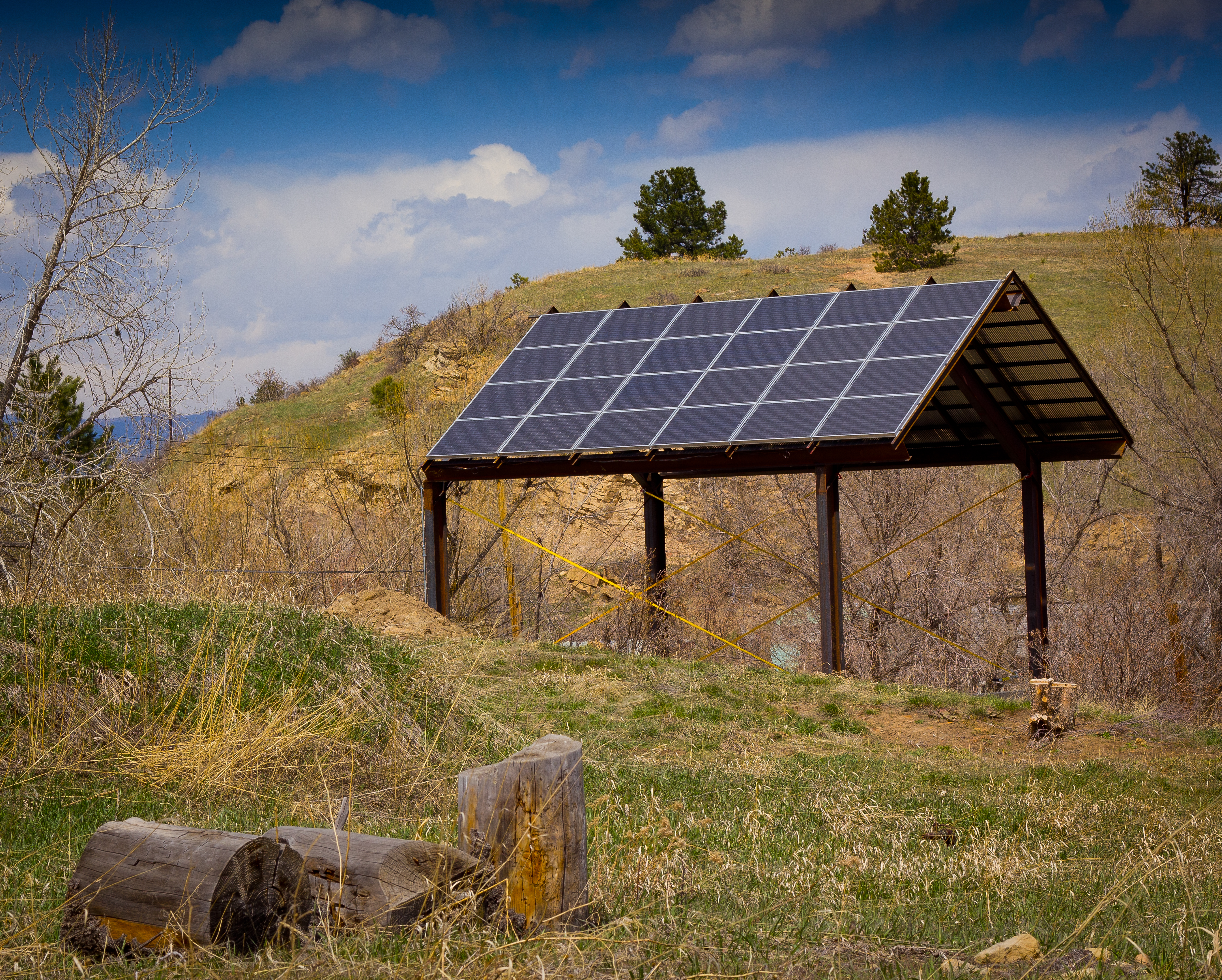
Солнечный гараж.

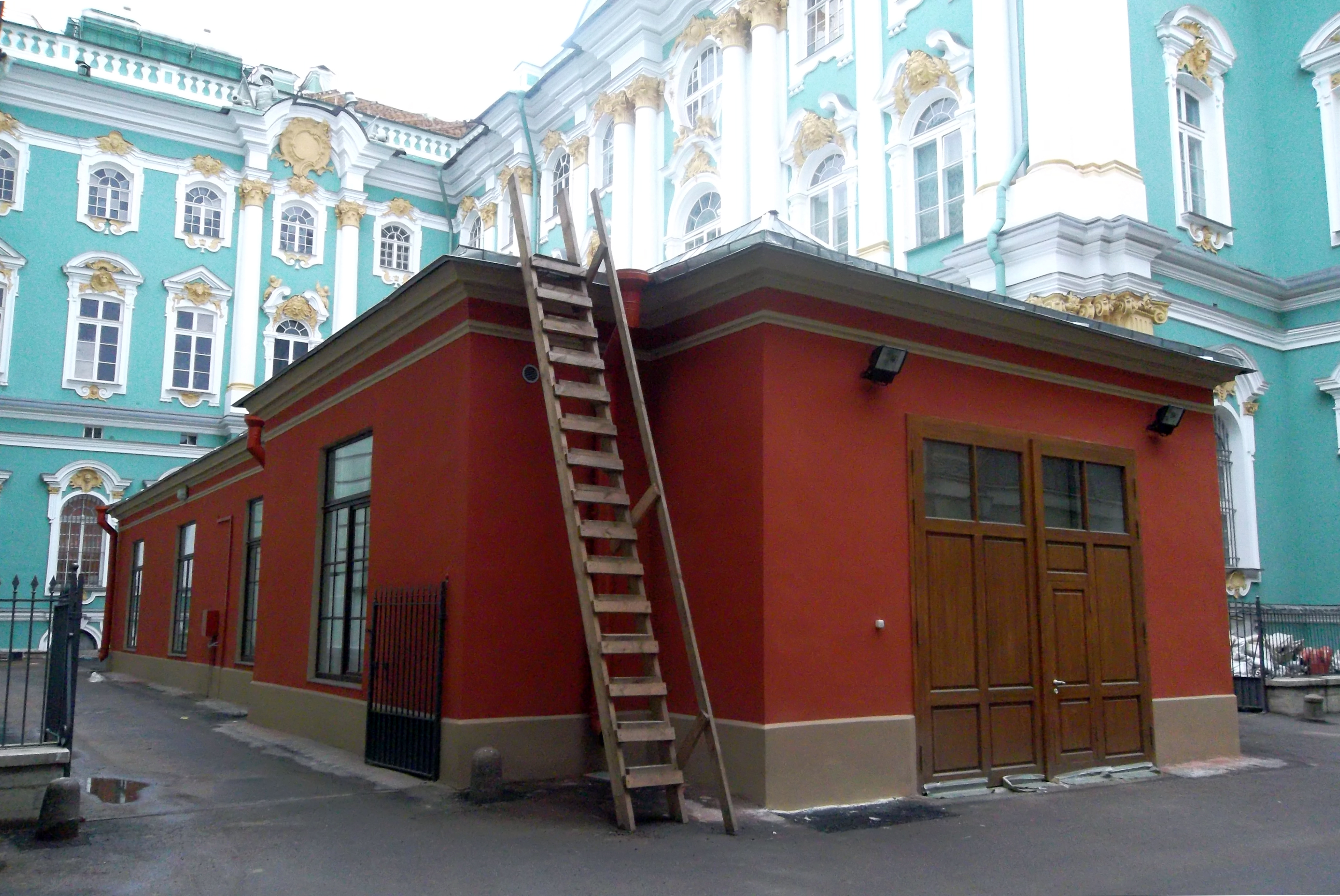
Эрмитажный гараж

Гара́ж (фр. garage, от морск. gare — «пристань, причал») — помещение для стоянки, а иногда и ремонта автомобилей, мотоциклов и других транспортных средств. Может быть как частью жилого дома (встроенно-пристроенные гаражи), так и отдельным строением. Гараж обычно расчитывается на один или два автомобиля, хотя в автопарках организаций используются гаражи на большее количество автомобилей.
Слово garage, появившееся в английском языке в 1902 году, происходит от французского слова garer, означающего убежище.
К 1908 году архитектор Чарльз Харрисон Таунсенд комментировал в журнале The Builder, что «для дома автомобиля мы очень часто используем французское слово „гараж“, в качестве альтернативы тому, что я считаю более желательным английским эквивалентом motor house».

## Характеристика
Гаражи строят из различных материалов: из дерева, кирпича, шлакоблоков, пеноблоков, бетона, металла.
Когда гараж прикреплён к дому, гараж обычно имеет входную дверь в дом, называемую «входом» в отличие от более широких и высоких дверных створок для транспортных средств, называемой «гаражной дверью». Гаражная дверь открывается, чтобы разрешить въезд или выезд транспортного средства, а затем закрывается, чтобы обезопасить внутреннее пространство гаража. Гаражи, как и любые другие строения, могут возводиться как по типовым проектам, так и по индивидуальным.
Из множества гаражей могут составляться гаражные зоны, которые могут также образовывать гаражные кооперативы. В частности, в Санкт-Петербурге такие зоны принято называть КАС — «коллективные автомобильные стоянки».
В Российской Федерации гараж относится к хозяйственным постройкам и существуют жёсткие требования к организации выезда и размещению в границах земельного участка. Гараж защищает автомобиль от атмосферных осадков, и если он оборудован запирающейся гаражной дверью, то это также защищает автомобиль от кражи и вандализма. Многие гаражи в России используют для самостоятельного ремонта автомобиля: покраски, сварки, рихтовки, ремонта двигателя, регулировки тормозов, также как мастерская для различных поделок. Гаражи также могут использоваться для других целей, например, для хранения различных вещей, также в гаражах часто есть подвал для хранения картошки, солений, варенья, иногда в гаражах держат животных: коз, коров, птиц: кур, уток, гусей, иногда хранят улеи с пчёлами, особенно если гараж подключён к центральному отоплению, или к газу. Некоторые гаражи используют, как жильё, или жильё для сдачи приезжим. В определённые исторические периоды мелкий бизнес в гаражах был настолько распространён, что возникло понятие «гаражная экономика». В некоторых гаражах есть электрический механизм для автоматического открытия или закрытия гаражных ворот, когда домовладелец нажимает кнопку на небольшом пульте дистанционного управления, а также датчик, который останавливает движение ворот, если что-то мешает закрытию.
Гаражи, пристроенные к дому, могут быть построены из тех же материалов и кровли, что и дом. Гаражи, которые не соединены с домом, могут быть построены по стилю, отличному от дома.
В сельских районах США гаражи, не прикреплённые к дому и сделанные из деревянного каркаса с покрытием из листового металла, известны как «амбары со столбами» (pole barns (англ.)), но служат обычно той же цели, что и гаражи в других местах. В некоторых местах этот термин используется как синоним «навеса для машины», хотя этот термин обычно описывает структуру, которая, хотя и находится под крышей, не является полностью закрытой. Навес для автомобиля в некоторой степени защищает автомобиль от неблагоприятных погодных условий, но не защищает его от кражи или вандализма.
Сегодня это слово многозначно, потому что оно может относиться к набору транспортных средств, а также к зданию, в котором они находятся.

## Утепление жилого гаража
В северном климате температура в неизолированном пристроенном жилом гараже зимой может опускаться значительно ниже нуля. Температура внутри неизолированного пристроенного гаража в умеренном климате может достигать некомфортного уровня в летние месяцы. Экстремальные температуры могут быть источником потерь энергии и дискомфорта в прилегающих жилых помещениях из-за теплопередачи между гаражом и этими помещениями. Изоляция здания снаружи от элементов без расширения изоляции на стену, отделяющую гараж от дома или другие стены и крышу гаража, может быть дорогостоящей конструкционной ошибкой.

## В Австралии
В Австралии действуют строгие правила при строительстве дома, и размер гаража должен соответствовать австралийским стандартам. Минимальный размер одного гаража составляет 3,0 × 5,4 м (9,8 × 17,7 фута), а для двойного — 5,4 × 5,4 м (17,7 × 17,7 фута). Однако для комфортного размещения двух автомобилей в гараже на две машины типичный размер составляет 6,0 × 6,0 м (19,7 × 19,7 фута).

## Известные здания гаражей
- Гараж на Новорязанской улице (Москва)
- Гараж Госплана
- Гараж Интуриста
- Бахметьевский гараж
- Эрмитажный гараж

## Галерея

Гараж чероки, 1920
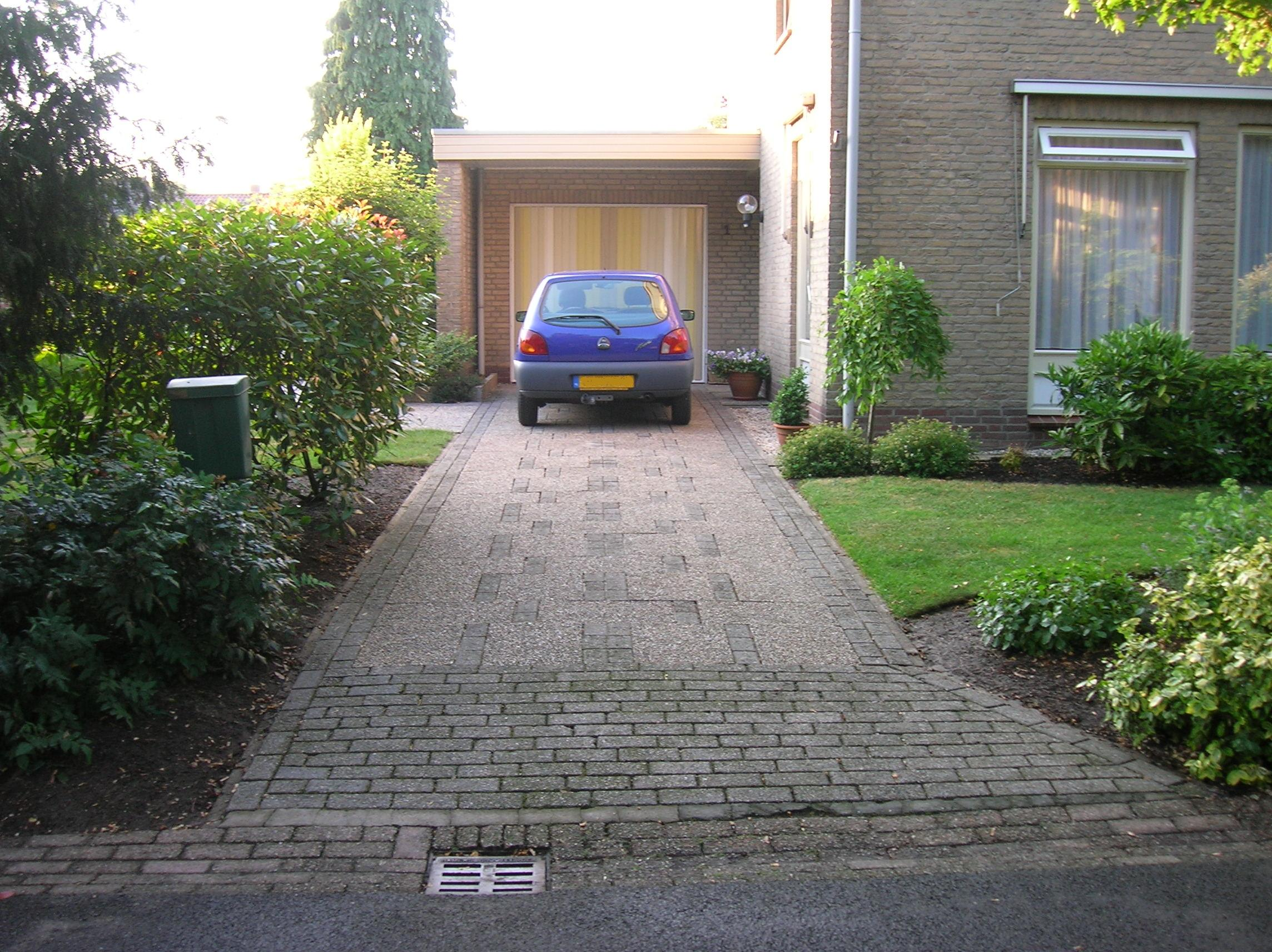
Гараж, пристроенный к дому
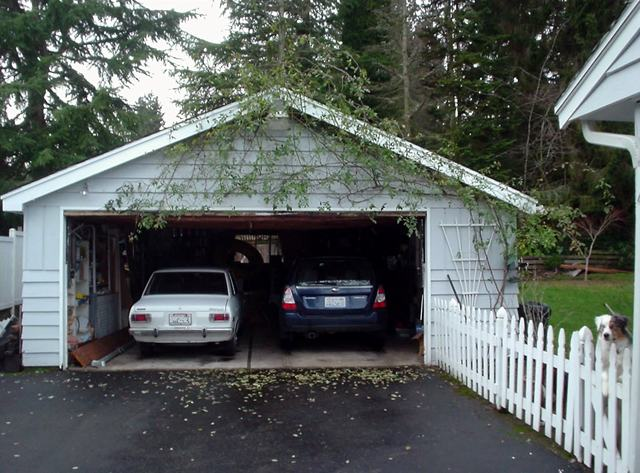
Гараж на два легковых автомобиля, ворота открыты
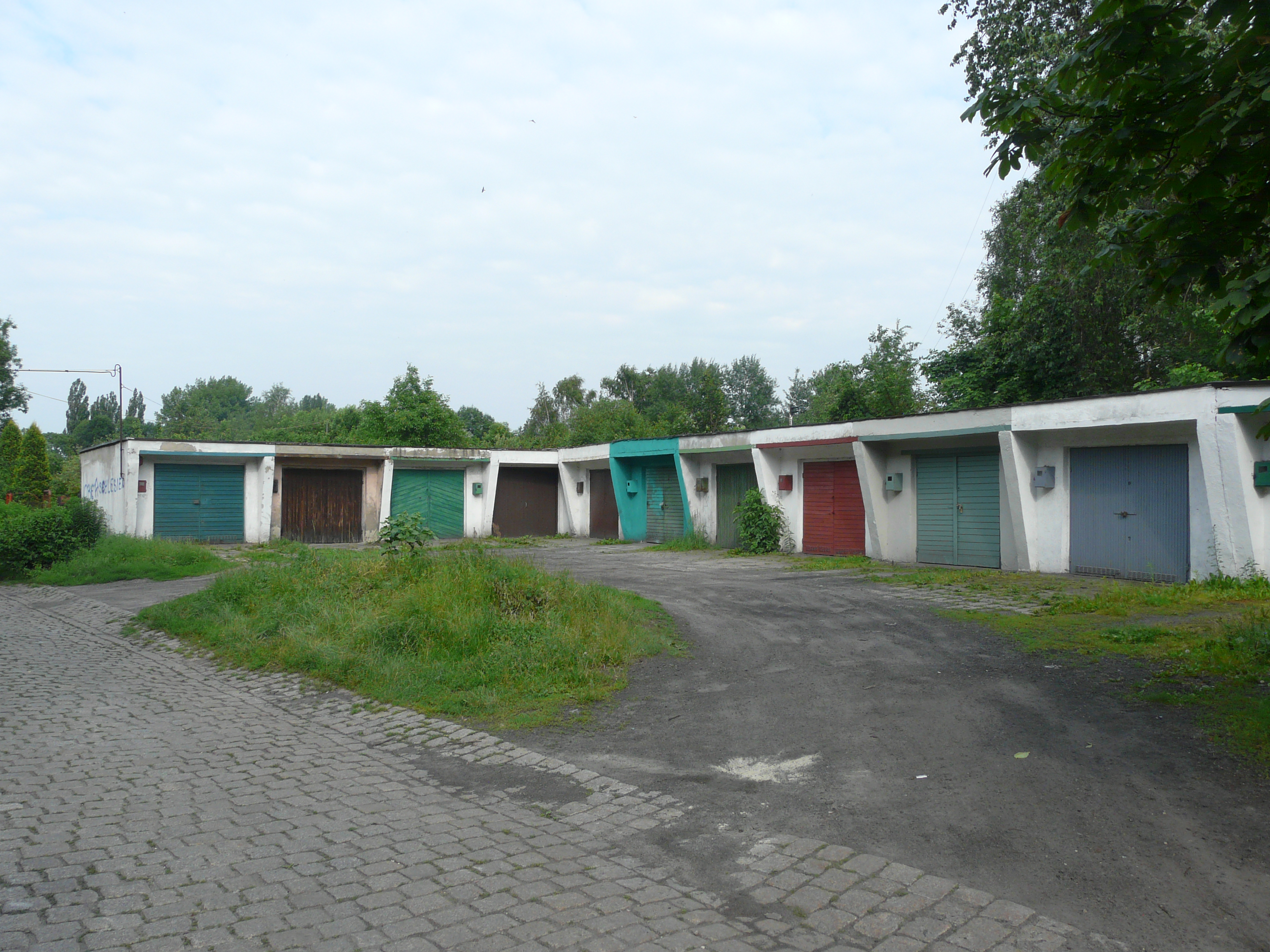
Блокированные гаражи
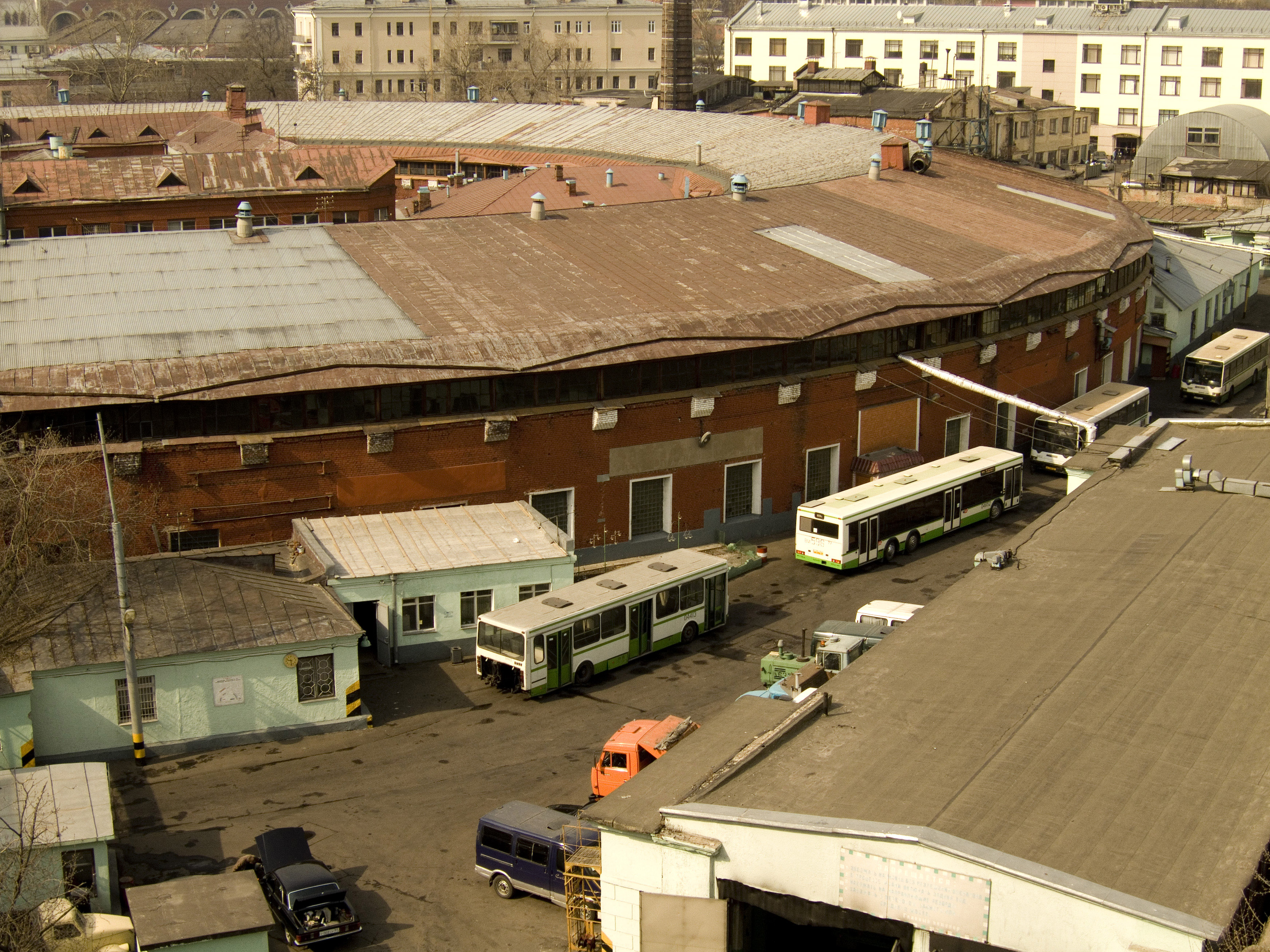
Гараж на Новорязанской улице в Москве
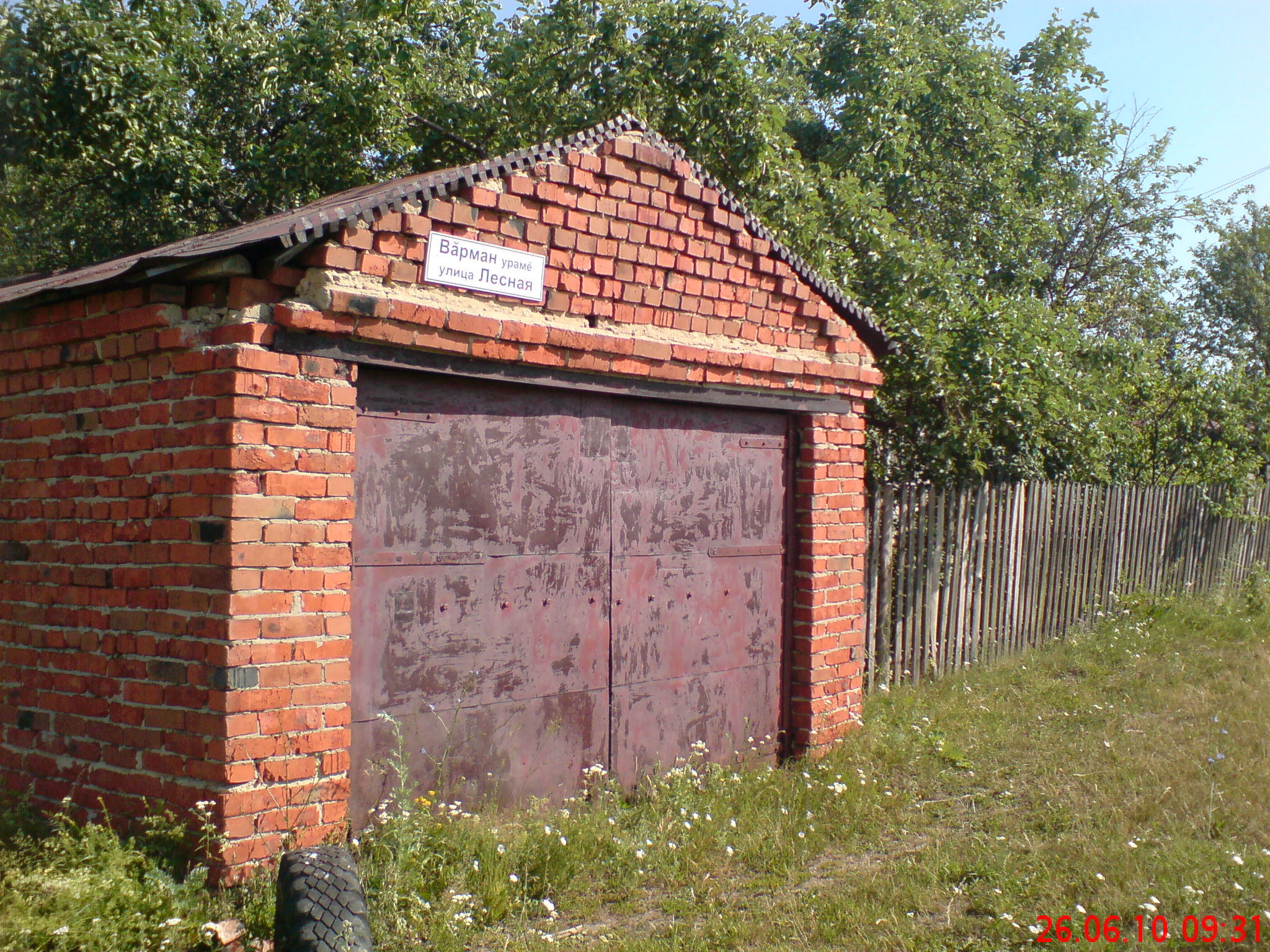
Деревенский гараж (Чувашия)
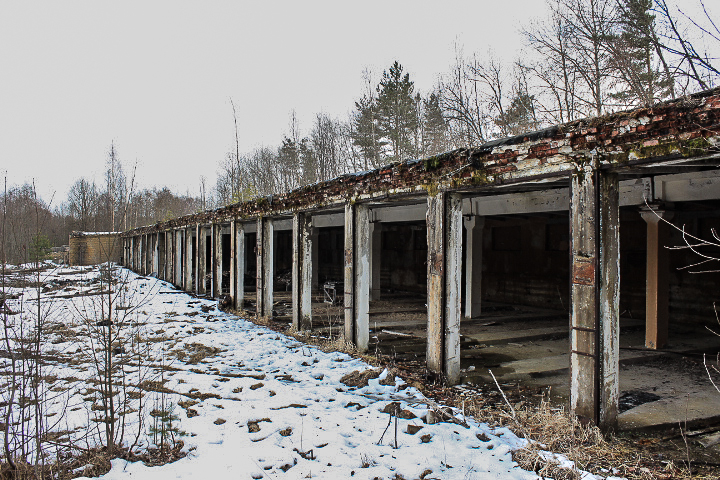
Разукомплектованные боксы для военной техники
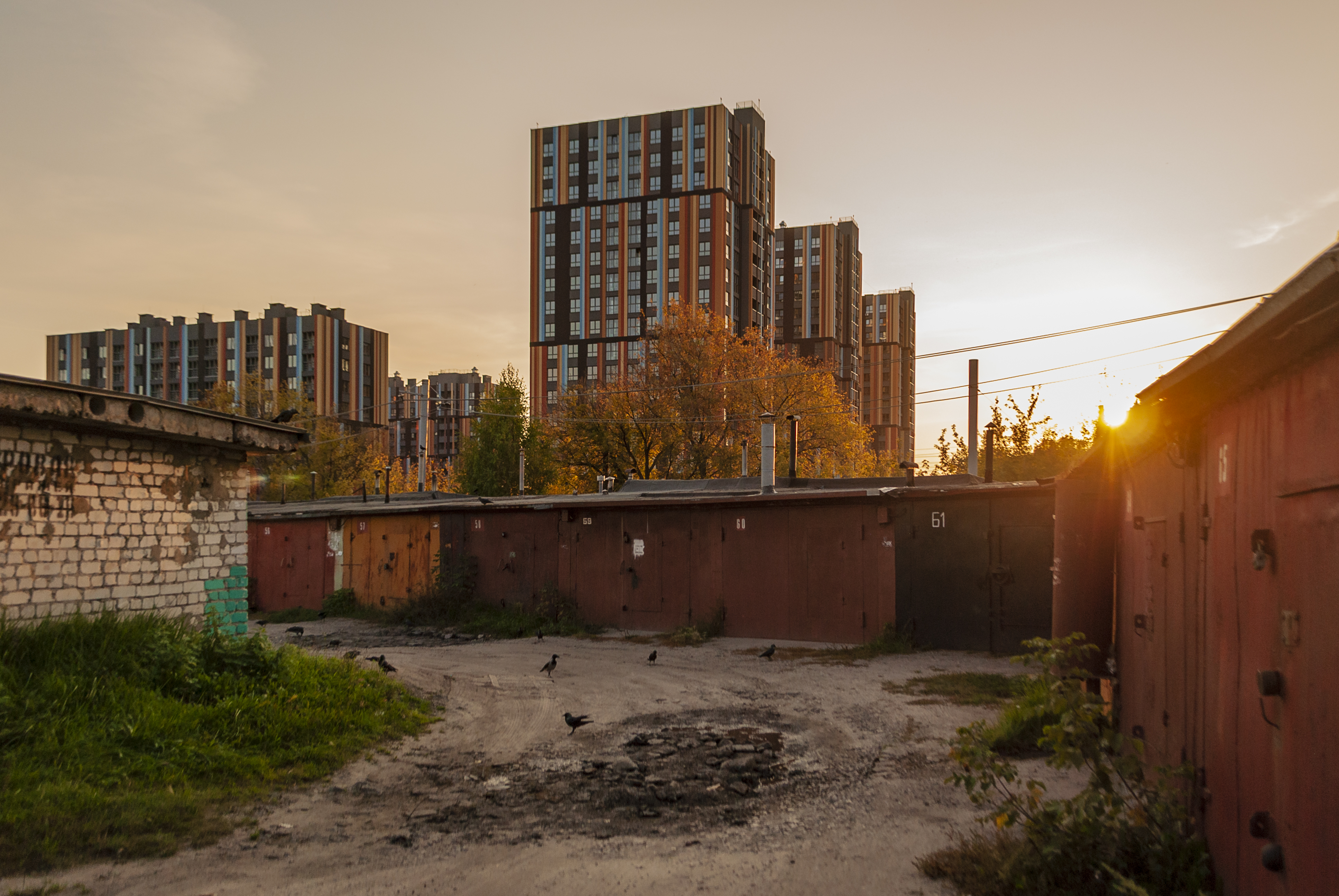
Автомобильные гаражные боксы гаражного кооператива
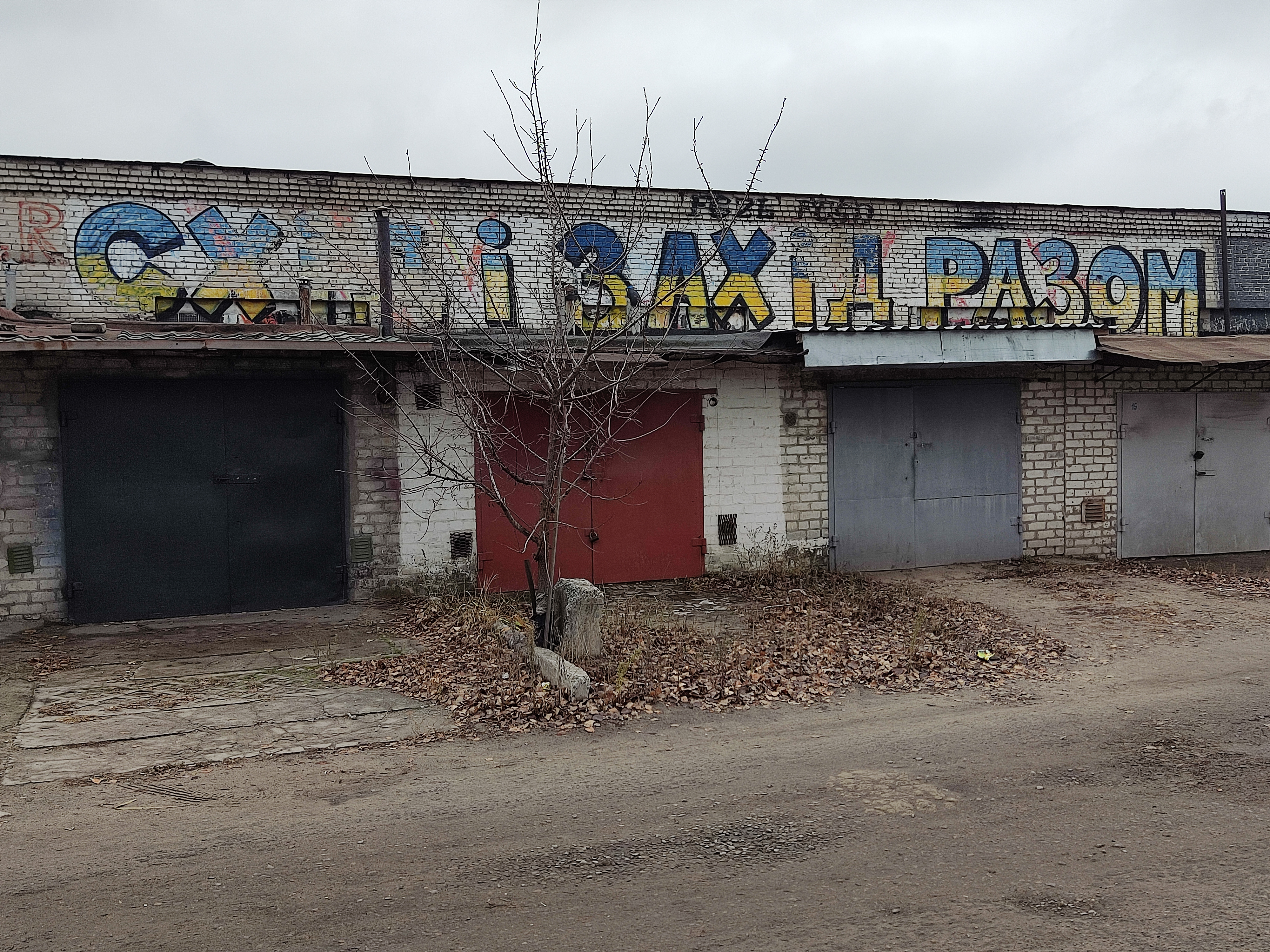
Гаражи в Северодонецке, 2021 год, Украина